# Pseudomys delicatulus
Pseudomys delicatulus är en däggdjursart som först beskrevs av Gould 1842.  Pseudomys delicatulus ingår i släktet australmöss och familjen råttdjur. IUCN kategoriserar arten globalt som livskraftig. Inga underarter finns listade i Catalogue of Life.
Denna gnagare förekommer i norra och nordöstra Australien samt på södra Nya Guinea och på flera mindre öar i regionen. Habitatet utgörs främst av gräsmarker med glest fördelad växtlighet och dessutom besöks savanner med några träd som domineras av gräs. Varje år föds vanligen flera kullar. Antalet ungar per kull är oftast tre eller fyra.